# Kloster Mariengarden
Das Kloster Mariengarden ist ein katholisches Kloster der Oblaten der makellosen Jungfrau Maria in Burlo, einem Stadtteil von Borken in Westfalen. Zur Abgrenzung vom Kloster Kleinburlo wird es häufig auch als „Kloster Großburlo“ bezeichnet. Im Mittelalter und der frühen Neuzeit war es abwechselnd von Zisterziensern, Wilhelmiten und wieder Zisterziensern bewohnt. Im Zuge der Säkularisation wurde das Kloster 1803 aufgehoben. Seit 1920 beherbergt es eine Schule in Trägerschaft der Oblaten. Die zugehörige Klosterkirche ist der Gottesmutter geweiht.

## Geschichte

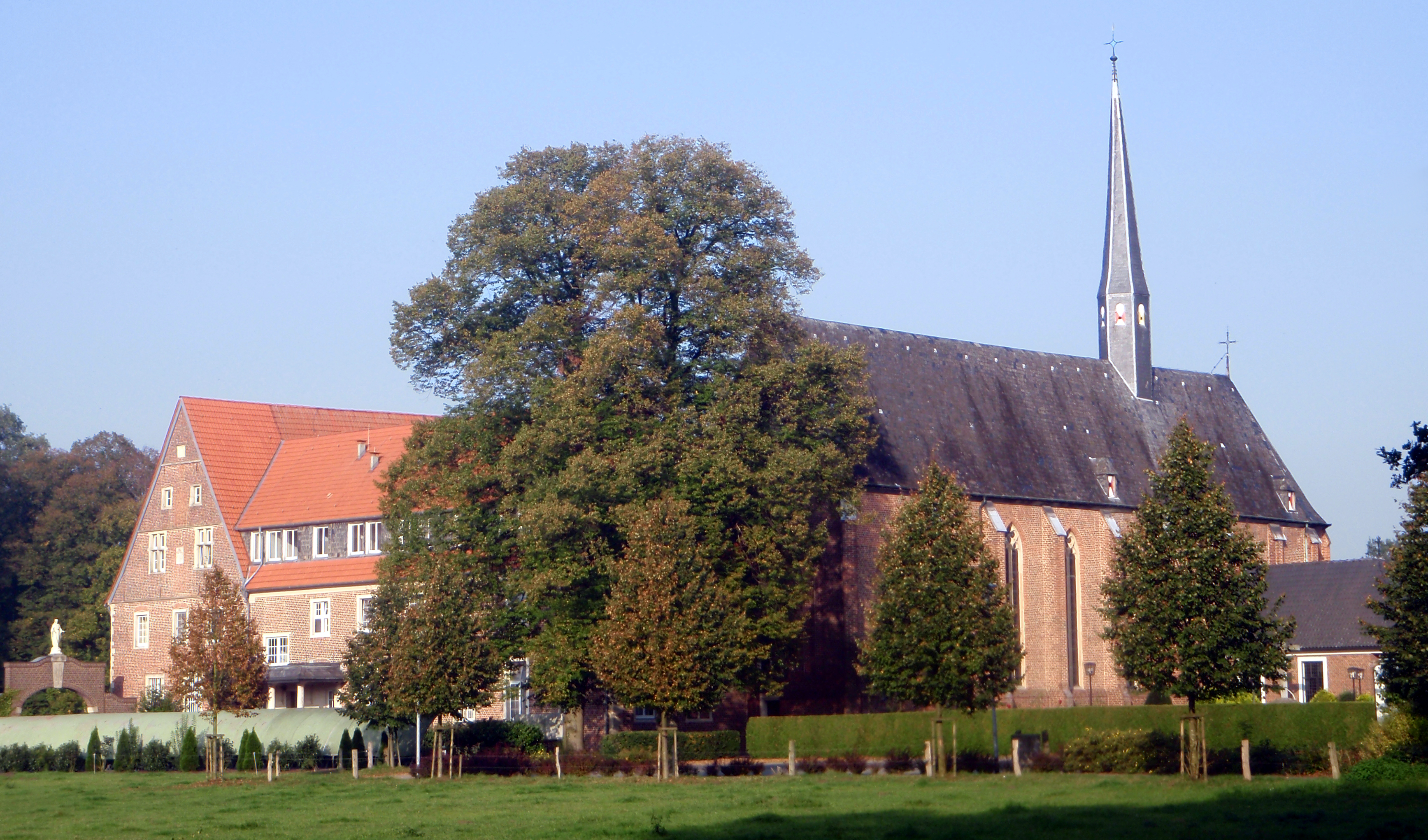
Kloster Mariengarden und Kirche St. Marien.

Bereits 1220 wurde ein Oratorium gebaut. Dieses war zwischen 1242 und 1245 im Besitz des Zisterzienserklosters Marienborn. Im Jahr 1245 wurde es von Wilhelmiten aus den Niederlanden besiedelt. Papst Nikolaus V. ordnete 1447/48 die Übertragung an die Zisterzienser an. Innerhalb des Ordens gehörten sie der Colligatio Galiaensis an. Diese Gruppe war für die besonders strenge Einhaltung der Ordensregeln bekannt.
1398 taucht in Urkunden erstmals der Name Mariengarden auf.
Zwischen 1585 und 1589 wurde das Kloster mehrfach im spanisch-niederländischen Krieg durch Plünderungen schwer belastet. Im Dreißigjährigen Krieg erfolgten neue Zerstörungen. Im Jahr 1803 wurde das Kloster infolge des Reichsdeputationshauptschlusses aufgehoben; Grund und Boden, Gebäude und Inventar, insbesondere die Klosterbibliothek, gelangten so in den Besitz der Fürsten zu Salm-Salm und Salm-Kyrburg (Fürstentum Salm, Salm (Adel)).
Mit der am 19. Oktober 1765 im Kloster Mariengarden geschlossenen Burloer Konvention wurde der bis dahin umstrittene Grenzverlauf zwischen der niederländischen Provinz Gelderland und dem Hochstift Münster verbindlich geregelt und blieb seitdem unverändert. Heute führt der Kommiesenpatt als Wanderweg beiderseits der Grenze vom „St.-Vitus-Stein“ im Schnittpunkt der Gemeindegrenzen Südlohn – Winterswijk und Vreden über zahlreiche alte „Zöllner- und Schmugglerpfade“ zum Burloer Kloster.
Bereits im 19. Jahrhundert wurden Teile des Klosters schulisch genutzt. 1920 besiedelten die Oblaten der makellosen Jungfrau Maria das Kloster Mariengarden neu und gründen dort einen Konvikt, aus dem das Gymnasium Mariengarden hervorging. Heute gehören neun Patres und Brüder zur Kommunität (Stand 2023). Die Tätigkeit der Kommunität erstreckt sich auf Pfarrseelsorge und Schulpastoral, ferner betreut die Gemeinschaft ein Gästehaus mit 130 Plätzen.

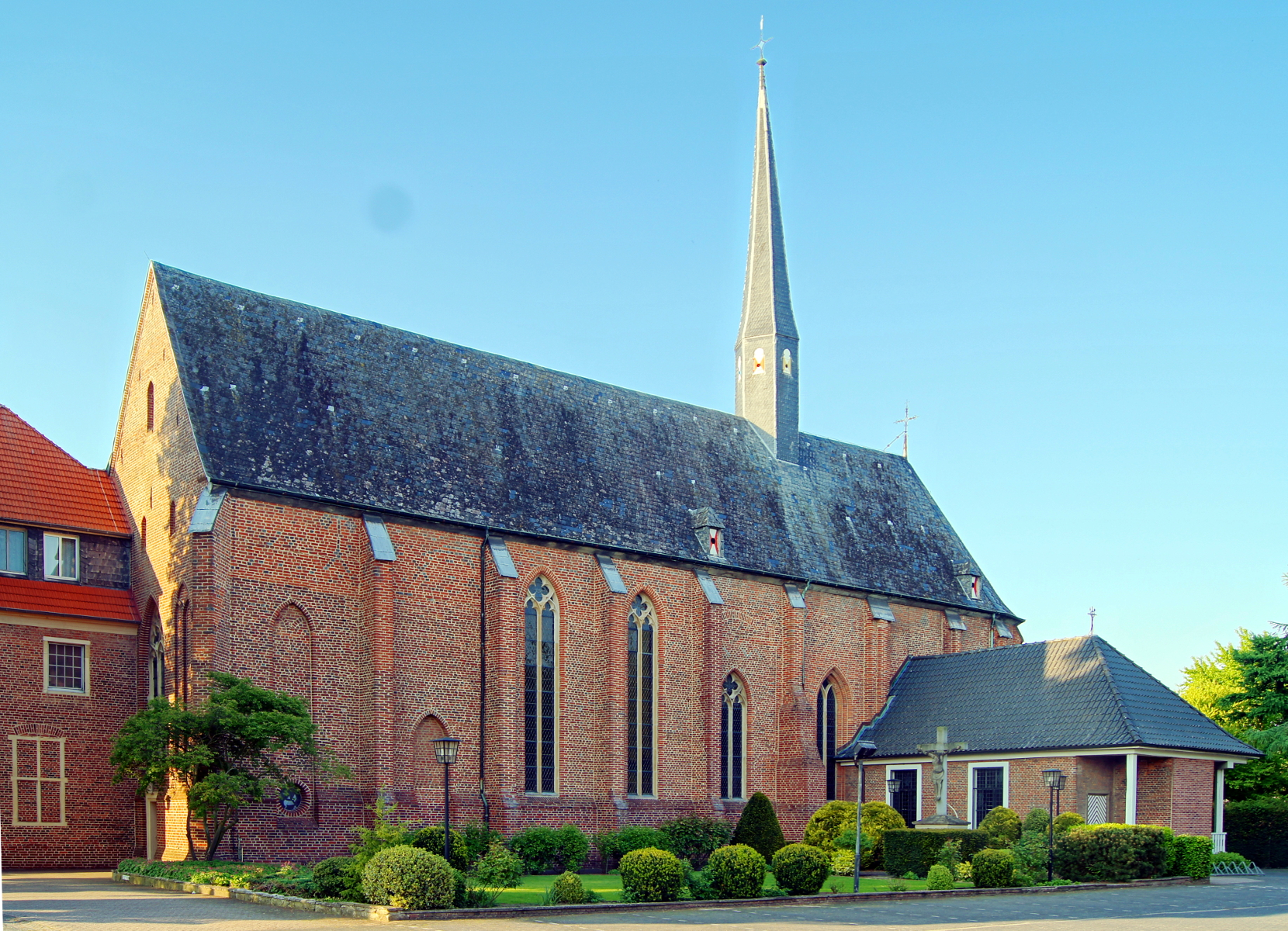
St. Marien Burlo

## Architektur
Im Jahr 1220 erfolgte der Bau eines ersten Oratoriums. Etwa um 1300 begann der Kirchenbau. Anfänglich nur teilweise fertiggestellt, war der Bau 1474 abgeschlossen. Nach den Zerstörungen im Dreißigjährigen Krieg erfolgte 1682 eine Neuweihe.
Im späten 17. Jahrhundert wurden Ost- und Nordflügel des Klostergebäudes errichtet. Der Westflügel wurde 1718/19 erbaut. Im Jahr 1752 erfolgte der Bau einer Gruft südlich der Kirche. Einige Jahre später wurde über der Gruft eine neue Sakristei gebaut. Nach der Aufhebung des Klosters wurden 1823 Teile des Ostflügels abgerissen.